# جبل ثافل الأصغر
جبل ثافل الأصغر والذي يعرف باسم جبل بني أيوب في المملكة العربية السعودية، هو جبل 
شامخ يصل ارتفاعه 2000 قدم يقع في وادي الأبواء ويطل على رابغ ومستورة في منطقة مكة المكرمة. كان هذا الجبل من ديار بني غفار من قبيلة كنانة واليوم تسكنه قبيلة بني أيوب ولهذا تغير اسمه من جبل ثافل الأصغر إلى جبل بني أيوب.

## تاريخ جبل ثافل الأصغر
قال عنه ياقوت الحموي: